# Boundless Informant

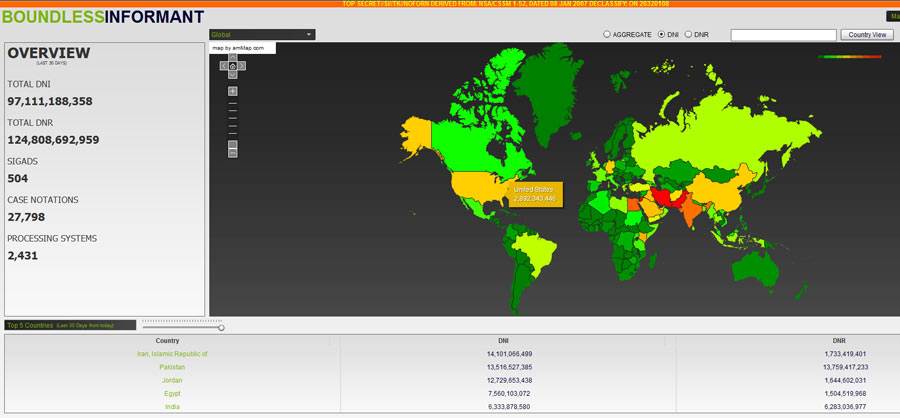
Von Boundless Informant erzeugte Weltkarte

Boundless Informant (engl. für grenzenloser Informant) ist ein als Top Secret eingestuftes Computersystem des US-amerikanischen Geheimdienstes National Security Agency (NSA). Es dient dazu, aus einer Fülle nachrichtendienstlicher Daten mit Hilfe der Technik des Data Minings signifikante Zusammenhänge herauszufiltern – etwa die Kommunikation einer einzelnen Person aus einer Fülle von E-Mails und Telefonmetadaten.
Bekannt wurde Boundless Informant am 11. Juni 2013 durch den ehemaligen NSA-Mitarbeiter Edward Snowden in einem Artikel der britischen Zeitung The Guardian.

## Technik
Zum Speichern der Daten für die Auswertung durch Boundless Informant sind Großrechner und Software aus dem Bereich der Künstlichen Intelligenz nötig, wie sie unter anderem IBM in seinem Thomas J. Watson Research Center herstellt. Die NSA baute eigens dafür das Utah Data Center, ein Rechenzentrum in den Bergen von Utah, das im August 2014 fertiggestellt wurde.
Ein weiteres Datencenter der NSA, mit zwei Drittel der Größe des Utah Data Center, wurde ab 2013 am NSA-Hauptquartier in Fort George G. Meade gebaut.